# Гочова
Гочова (словен. Gočova) — поселення в общині Света Троїца-в-Словенських Горицях, Подравський регіон‎, Словенія.